# Тридцять тиранів (Римська імперія)
Тридцять тиранів — розділ давньоримської книги «Історія Августів», в якому йдеться про епоху узурпаторів за часів правління римського імператора Галлієна (253—268 рр.). Достовірність змісту самої книги, зокрема переліку імен, внесених до цьогу розділу, є вкрай сумнівними. 
Розділ приписується одному з шести (можливо, вигаданих) авторів на ім'я Требеллій Полліон. На думку сучасних науковців, число 30 було обрано навмисно задля аналогії з тридцятьма афінськими тиранами. З 32 осіб, перерахованих в цьому розділі, першим був Киріад, а останнім — Цензорин. Двоє останніх — Тит і Цензорин — віднесені самим автором до правлінь Максиміна Фракійця та Клавдія Готського, тому на епоху Галлієна і припадає саме 30 імен.

## Перелік
| Глава в книзі | Ім'я              | Коментар щодо справедливості згадування                               |
| ------------- | ----------------- | --------------------------------------------------------------------- |
| 2             | Киріад            | ніколи не претендував на престол                                      |
| 3             | Постум            | слушне згадування                                                     |
| 4             | Постум Молодший   | імовірно, взагалі не існував                                          |
| 5             | Леліан            | слушне згадування                                                     |
| 6             | Вікторин          | сучасник Клавдія II та Авреліана, а не Галлієна                       |
| 7             | Вікторин Молодший | імовірно, не існував; сучасник Клавдія II та Авреліана, а не Галлієна |
| 8             | Марій             | слушне згадування                                                     |
| 9             | Інгенуй           | слушне згадування                                                     |
| 10            | Регаліан          | слушне згадування                                                     |
| 11            | Авреол            | слушне згадування                                                     |
| 12            | Макріан Старший   | слушне згадування                                                     |
| 13            | Макріан Молодший  | слушне згадування                                                     |
| 14            | Квієт             | слушне згадування                                                     |
| 15            | Оденат            | ніколи не претендував на престол                                      |
| 16            | Гайран            | ніколи не претендував на престол                                      |
| 17            | Меоній            | ніколи не претендував на престол                                      |
| 18            | Балліста          | ніколи не претендував на престол                                      |
| 19            | Валент            | імовірно, ніколи не претендував на престол                            |
| 20            | Валент Старший    | сучасник Деція, а не Валеріана                                        |
| 21            | Пізон             | імовірно, ніколи не претендував на престол                            |
| 22            | Еміліян           | імовірно, ніколи не претендував на престол                            |
| 23            | Сатурнін          | імовірно, взагалі не існував                                          |
| 24            | Тетрик I          | сучасник Клавдія II та Авреліана, а не Галлієна                       |
| 25            | Тетрик II         | сучасник Клавдія II та Авреліана, а не Галлієна                       |
| 26            | Требелліан        | імовірно, взагалі не існував                                          |
| 27            | Геренніан         | імовірно, взагалі не існував                                          |
| 28            | Тимолай           | імовірно, взагалі не існував                                          |
| 29            | Цельс             | імовірно, взагалі не існував                                          |
| 30            | Зенобія           | слушне згадування, її син також претендував на престол                |
| 31            | Вікторія          | ніколи не претендувала на престол                                     |
| 32            | Тит               | сучасник Максиміна, а не Галлієна                                     |
| 33            | Цензорин          | сучасник Клавдія II, а не Галлієна                                    |